# Lammala
Lammala är en ort i Kimitoöns kommun i landskapet Egentliga Finland i Finland. Lammala utgjorde en tätort fram till tätortsavgränsningen 2020. Fram till 2009 var Lammala centralorten för Västanfjärds kommun.
Vid tätortsavgränsningen den 31 december 2019 hade Lammala 202 invånare och omfattade en landareal av 1,52 kvadratkilometer. Året därefter hade området färre än 200 invånare och Lammala klassificerades inte längre som tätort.